# Milwaukee Irish Fest
Milwaukee Irish Fest (connu localement sous le nom d'Irish Fest) est un festival ethnique annuel qui a lieu au Henry Maier Festival Park, sur le lac Michigan, aux États-Unis, chaque troisième week-end d'août. Plus de 130 000 personnes assistent chaque année au festival pour assister à près de 250 concerts sur 17 scènes. Le festival de quatre jours au centre-ville de Milwaukee est né en 1981, fondé par Edward J. Ward.  Irish Fest est le plus grand des festivals ethniques organisés sur les terrains du Summerfest en termes de fréquentation et revendique la plus grande célébration de la culture irlandaise au monde.

## Temps forts du festival

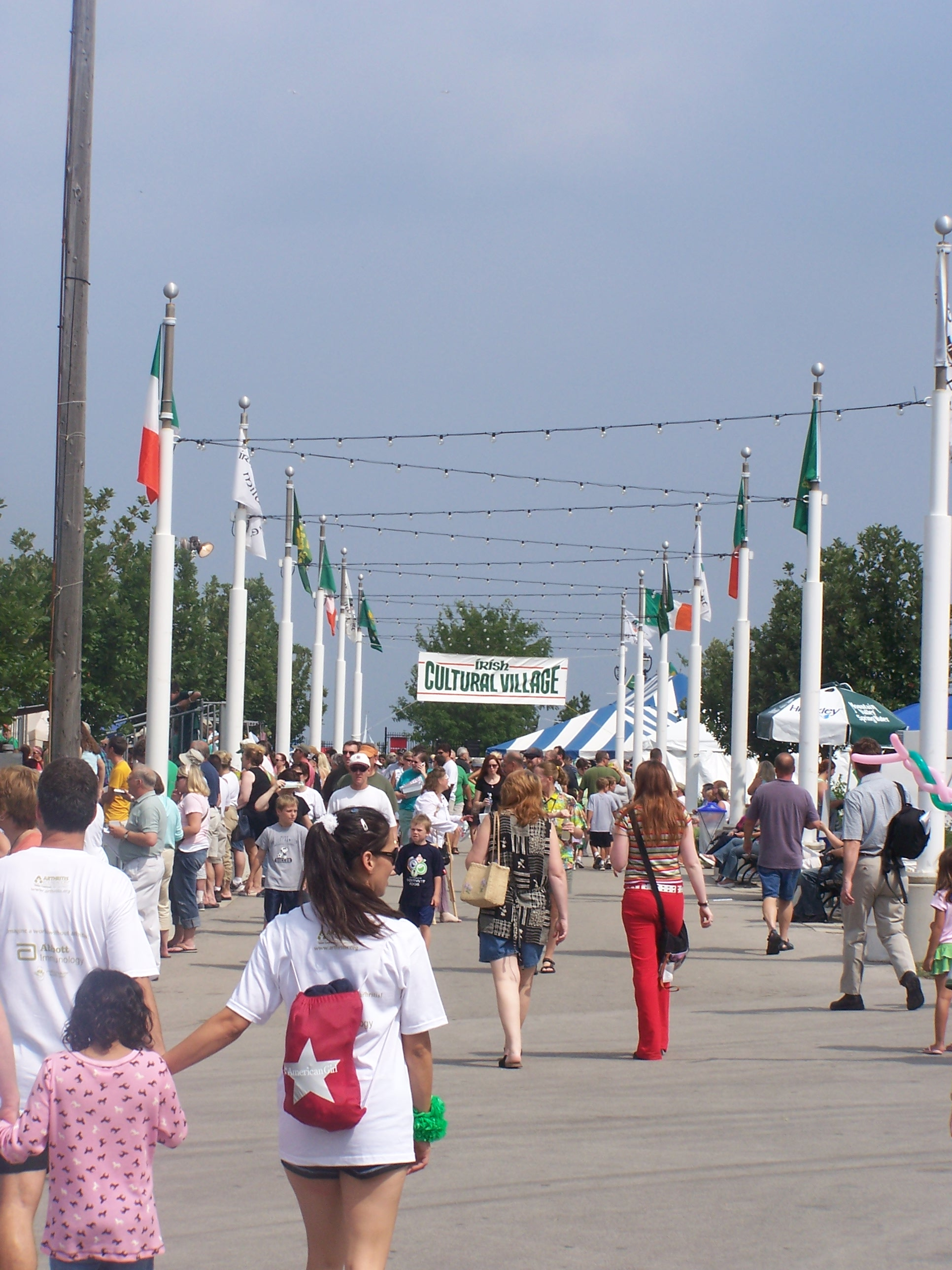
Le village culturel pendant Irish Fest

- Performances des troupes locales de danse irlandaise de Milwaukee
- Musique avec près de 250 artistes du monde entier, chantant en anglais et en irlandais
- Scènes de danse Céilí
- Un espace pour apprendre la danse Céilí
- Célébrations du sport irlandais: football gaélique, Hurling et course Currach
- Cuisine irlandaise authentique
- Une course / marche de 5 km jusqu'au festival
- Concours de poésie et de photographie
- Liturgie pour la paix et la justice tenue à l'amphithéâtre Marcus dimanche matin

L'événement de clôture annuel est le Scattering, un rassemblement de nombreux musiciens du festival jouant ensemble en une seule session combinée, avec une cinquantaine de musiciens en même temps sur scène. 

## Portée
Les Irlandais du monde entier viennent voir le festival d'aussi loin que l'Angleterre, l'Écosse, l'Égypte, le Pakistan et l'Irlande. De nombreuses agences de presse irlandaises envoient des journalistes pour couvrir le festival. 
Irish Fest a célébré son 25e anniversaire en 2005, qui a vu l'ouverture de la nouvelle scène Celtic Roots. La présidente de l'Irlande, Mary McAleese, a également assisté au festival cette année là. 

## Historique

### Noms irlandais
Chaque année, un nom de famille (clan) irlandais particulier est mis à l'honneur lors du festival. Quelques noms de clans irlandais qui ont été honorés :   
- 1987: Mangin
- 1995: Conarchie / Conachy
- 1999: Cummings / Cummins
- 2000: Delaney / Delany
- 2001: McAteer
- 2004: Murphy
- 2005: Tous les bénévoles du festival (en l'honneur du 25e anniversaire de l'Irish Fest)
- 2006: Toomey / Twomey (O'Tuama)
- 2007: Gogin / Goggins
- 2008: Carroll
- 2009: O'Donoghue
- 2011: Fitzgerald
- 2012: Higgins
- 2013: Gallagher
- 2014: O'Loughlin